# Polbryt
Die Polbryt (Polsko-Brytyjskie Towarzystwo Okrętowe S.A. bzw. Polish-British Shipping Partnership (Polbrit)) war eine polnisch-britische Reederei mit Sitz in Gdynia, die 1928 als Auswandererlinie gegründet wurde und bis 1950 bestand.

## Geschichte

### Gründung und Aufbauphase (1928–1931)

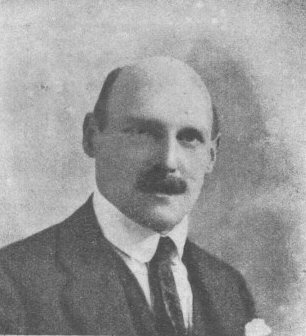
Julian Rummel etwa 1924

Auf Initiative von Julian Rummel (1878–1954) gründete das polnische Handelsministerium am 21. Dezember 1928 die Reederei als Gemeinschaftsunternehmen der staatlichen polnischen Reederei Żegluga Polska mit der britischen Reederei Ellerman's Wilson Line. Hauptaufgabe der Reederei war ein regelmäßiger Zubringerdienst von Gdynia und Danzig nach Hull und London. Dort bestiegen die Passagiere die Auswandererschiffe der großen Reedereien wie die Cunard oder White Star, die sie in die Vereinigten Staaten brachten.
Am Unternehmen hielt die polnische Seite 75 Prozent des Aktienkapitals und die britische Seite 25 Prozent. Der britische Anteil ging im Laufe der folgenden Jahre zurück. Die Gesellschaft wurde von den beiden Muttergesellschaften mit 13,5 Millionen Zloty ausgestattet, gleichzeitig kaufte die neue Reederei von der Ellerman's Wilson Line vier Schiffe als Erstausstattung, für die sie 12,6 Millionen Zloty (290.000 Pfund) bezahlte. Die vier Schiffe Rewa, Łódź, Warszawa und Premjer waren kombinierte Fracht- und Passagierschiffe, die bis zu 12 Passagieren in eigenen Kabinen und darüber hinaus je nach Schiff 200 bis 450 weitere Passagiere in gemeinsamen Unterkünften mit niedrigsten Standards unterbringen konnten und die bereits von der Ellerman's Wilson Line für diese Aufgabe eingesetzt worden waren. Neben den Auswanderern transportierten die Schiffe in Kühlräumen zudem kleinere Mengen landwirtschaftlicher Exportprodukte nach Großbritannien, insbesondere Fleisch und Butter.

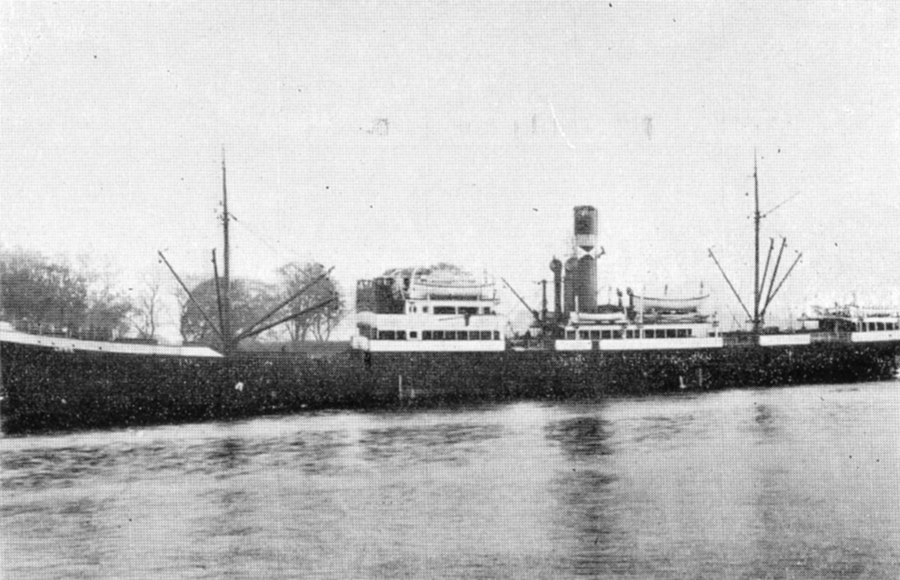
Die Łódź etwa 1930

Die Schiffe bedienten die Verbindung Gdynia / Danzig und Hull wöchentlich, die Verbindung Gdynia / Danzig und London alle zwei Wochen. Damit war Polbryt die erste polnische Linienreederei, da die Żegluga Polska zu diesem Zeitpunkt nur Trampschifffahrt betrieb. Im ersten Jahr beförderten sie rund 11.500 Auswanderer nach Großbritannien, transportierten 36.197 Tonnen von Gdynia und Danzig in englische Häfen und 10.949 Tonnen zurück; in den ersten drei Jahren wurden über 56.000 Passagiere befördert.

### Krise und Neuausrichtung (1931–1939)
Als die Vereinigten Staaten infolge der Weltwirtschaftskrise ihre Einreisebestimmungen 1931 verschärften, fehlten der Polbryt die Auswanderer als Passagiere. Da die Schiffe auch nicht für anspruchsvollere Passagiere ausgelegt waren, war es schwierig, den Betrieb rentabel zu halten. Gleichzeitig hatte die polnische Regierung 1930 mit der Gdynia-Ameryka Linie Żeglugowe eine Reederei gegründet, die Direktverbindungen zunächst zwischen Gdynia und New York sowie Halifax in den Vereinigten Staaten ermöglichte und damit auch auf Passagiere der Polbryt abzielte.

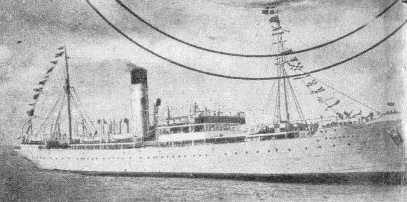
Die Warszawa vor 1935

Der Reederei gelang eine Neuausrichtung des Betriebes, indem sie 1931 mit der Lublin und dem Schwesterschiff Lwow zwei reine Frachtschiffe ankaufte und auf der bestehenden Linie zwischen Gdynia und Hull einsetzte. Die Auslastung auf dieser Verbindung war so hoch, dass die Reederei den Neubau Lech beauftragte und ab 1934 auf der Route nach London einsetzte. Bis zum Beginn des Zweiten Weltkrieges wurden insbesondere landwirtschaftliche Exportgüter befördert. Im Gegenzug stellte die Reederei ihre Auswandererschiffe zunächst außer Dienst und versuchte, sie zu verkaufen: Die Rewa wurde 1933 erst aufgelegt, ein Jahr später dann abgewrackt. Die Łódź verkaufte die Reederei 1932 an die polnische Marine, die Premjer wurde ebenfalls erst aufgelegt und 1935 nach Italien verkauft. Die Warszawa wurde 1934 für ein Jahr verchartert, blieb dann aber bei der Reederei im Einsatz und kam ab Frühjahr 1935 auf einer neu eingerichteten dritten Linie zum Einsatz: Auf der neuen Verbindung nach Le Havre beförderte die Warszawa Emigranten, der Frachtverkehr spielte auf dieser Route eine untergeordnete Rolle.

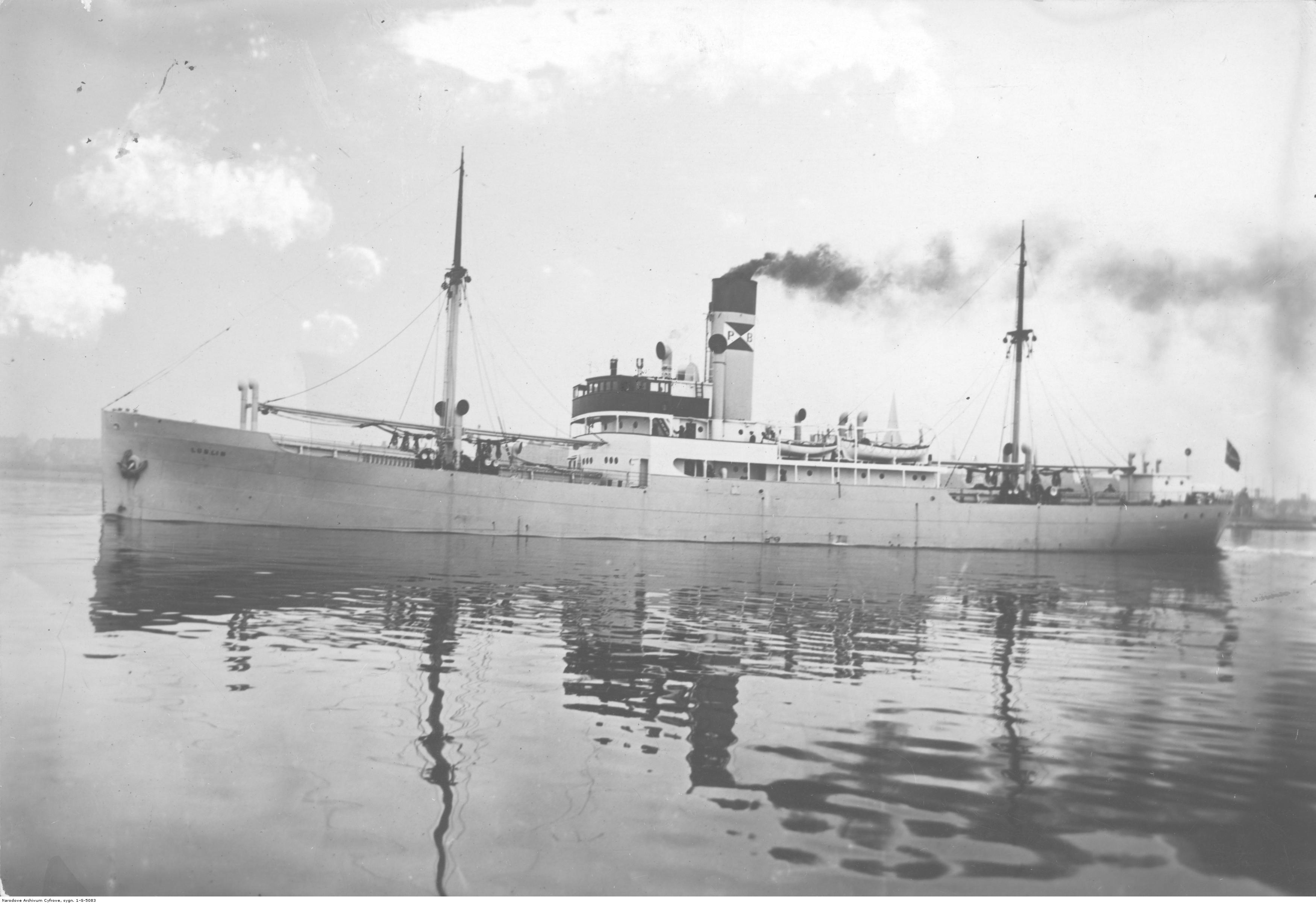
Die Lublin zwischen 1932 und 1939

Das letzte vor dem Krieg in Dienst gestellte Schiff war die Lida, ein Neubau von 1938. Der Massengutfrachter war vor allem für den Holztransport ausgelegt, beförderte in der Trampschifffahrt aber auch Getreide und Schrott. Die Einnahmen aus dem Frachtgeschäft waren so gut, dass Polbryt 1939 bei einer niederländischen Werft wieder ein kombiniertes Passagier- und Frachtschiff bestellte, das den Namen Warszawa II erhalten sollte, aber aufgrund des deutschen Überfalls auf Polen im September 1939 nicht mehr ausgeliefert wurde.

### Zweiter Weltkrieg (1939–1945)

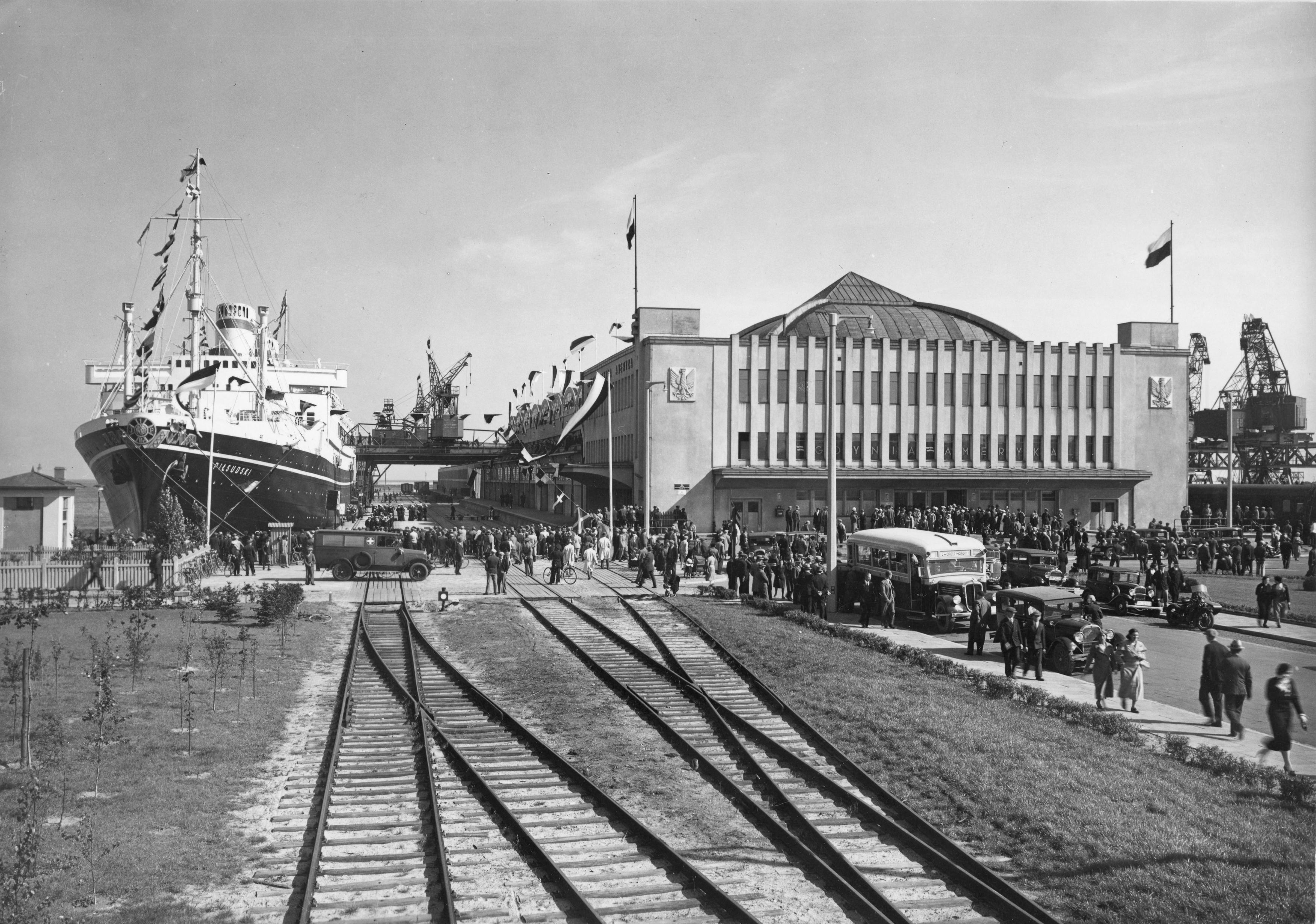
Der Hafen von Gdynia vor 1938

Zu Beginn des Zweiten Weltkrieges bestand die Polbryt-Flotte aus den Schiffen Warszawa, Lublin, Lwow, Lech und Lida. Alle fünf Schiffe verbrachten die Kriegsjahre auf Seiten der Alliierten, zwei von ihnen wurden versenkt. Als letztes der Schiffe verließ noch am 1. September die Lida Polen. Die Warszawa beförderte zunächst Flüchtlinge vom Balkan nach Frankreich, diente als Truppentransporter und wurde am 26. Dezember 1941 vor der libyschen Küste versenkt, die Lublin trug unter anderem zur Versorgung von Malta bei, die Lwow befand sich ebenfalls im Mittelmeer und wurde in der Nacht 2./3. Dezember 1943 im Hafen von Bari von der deutschen Luftwaffe versenkt. Die Lech diente im Mittelmeer, überquerte aber genauso den Atlantik und wurde auch in der Nordsee eingesetzt, die Lida wiederum überstand am 20. Januar 1940 einen Luftangriff, als eine Bombe das Schiff traf, aber über Bord rutschte. Anschließend transportierte sie Nachschub in Atlantikkonvois.

### Neuanfang und Auflösung (1945–1950)
Mit den drei verbliebenen Schiffen Lublin, Lech und Lida nahm die Reederei nach dem Krieg wieder den Betrieb von Polen aus auf. Lublin und Lech wurden vor allem auf Verbindungen zwischen Gdynia und London bzw. Großbritannien eingesetzt. Doch auch nach Kriegsende blieb die Reederei nicht von Schiffsverlusten verschont. Noch 1948 sank die Lech auf einer Mine in der Kieler Bucht. Das Schiff wurde ein Jahr später gehoben und 1950 wieder in Dienst gestellt – kurz vor Auflösung der Reederei. Die Lida erhielt 1950 den neuen Namen Lidice, da die bislang namensgebende Stadt Lida nach der Westverschiebung Polens nun in der Sowjetunion lag. Den einzigen Neuzugang nach dem Krieg bildete die Czech, die auf Verbindungen nach Südamerika, ins Mittelmeer, aber auch nach Westeuropa einschließlich Großbritannien eingesetzt wurde.
Zum Jahresanfang wurde die Reederei im Rahmen der Verstaatlichungen in Polen liquidiert: Sie wurde am 2. Januar 1951 zusammen mit den beiden Reedereien Żegluga Polska und der Gdynia-Ameryka Linie Żeglugowe zur neuen Reederei Polskie Linie Oceaniczne zusammengeführt. Diese Reederei besteht bis heute und sieht sich in der Nachfolge der Polbryt.

## Schiffe der Reederei
| Name        | Baujahr | Werft                                                            | Vermessung         | Dienstzeit      | Anmerkungen, Verbleib |
| ----------- | ------- | ---------------------------------------------------------------- | ------------------ | --------------- | --- |
| Rewa        | 1906    | Earle’s Shipbuilding and Engineering Company, Kingston upon Hull | 2376 BRT, 1465 NRT | 1929–1934       | 1906 bei Wilson Line als Kolpino Zubringerlinie für Auswanderer aus Ostseeraum nach Hull und London, im Ersten Weltkrieg Marinetransporter, ab 1918 wieder Zubringer für Auswanderer aus Ostseegebiet, 1929 an Polbryt, 1933 aufgelegt, 1934 abgewrackt. |
| Łódź        | 1907    | Earle’s Shipbuilding and Engineering Company, Kingston upon Hull | 2450 BRT 1477 NRT  | 1928–1932       | ehemals britischer Frachter Kovno der Ellerman Lines, 1928 von Polbryt erworben und 1932 an polnische Marine verkauft, 1937 abgewrackt. |
| Warszawa    | 1916    | William Doxford & Sons, Sunderland                               | 2487 BRT, 1534 NRT | 1928–1941       | 1914 von dänischer Reederei Det Forenede Dampskibs-Selskab A/S bestellt, doch nicht abgenommen, 1915 von Wilson Line, ab 1917 von Emerson Wilson Line als Auswandererschiff Smolensk zwischen Danzig und Großbritannien betrieben, 1928 an Polbryt, ab 1934 in Charter Kreuzfahrten in der Ostsee, ab 1935 auf Passagierlinie nach Frankreich, im Zweiten Weltkrieg Transporte für Alliierte, am 26. Dezember 1941 im Mittelmeer von U 559 versenkt. |
| Premjer     | 1922    | Ramage & Ferguson, Leith                                         | 3540 BRT, 2171 NRT | 1928–1935       | 1922 für Emerson Wilson Line zwischen London und Mittelmeer, 1928 an Polbryt, 1934 aufgelegt, 1935 nach Italien verkauft, dort als Adua für Flotte Riunite Florio - Compagnia Italiana Transatlantica, für militärische Transporte nach Abessinien genutzt, 1937 an Lloyd Triestino, 2. April 1941 in Massaua selbst versenkt. |
| Lublin      | 1932    | Helsingør Skibsværft, Helsingør                                  | 1409 BRT, 686 NRT  | 1932–1950       | 1932–1939 als Stückgutfrachter zwischen Gdynia und Hull, im Krieg alliierte Nachschubtransporte u. a. nach Malta, 1951 an Polish Ocean Lines, 1960 außer Dienst als Depotschiff, 1980 abgewrackt. |
| Lwow        | 1932    | Helsingør Skibsværft, Helsingør                                  | 1409 BRT, 687 NRT  | 1932–1943       | 1932–1939 als Stückgutfrachter zwischen Gdynia und Hull, im Krieg alliierte Nachschubtransporte, in der Nacht 2./3. Dezember 1943 in Bari von der deutschen Luftwaffe versenkt, 1946 verschrottet. |
| Lech        | 1934    | Swan Hunter, Newcastle upon Tyne                                 | 1558 BRT, 790 NRT  | 1934–1950       | 1934–1939 Frachtschiff Gdynia – London, im Zweiten Weltkrieg alliierte Transporte, 1948 bei Gedser auf Mine gesunken, 1949 gehoben, 1950 wieder in Dienst, 1951 für POL weiter nach England, ab 1960 nach Bremen und Hamburg, 1967 verschrottet. |
| Lida        | 1938    | Swan Hunter, Newcastle upon Tyne                                 | 1446 BRT, 788 NRT  | 1938–1950       | Frachtschiff insb. für Holztransport Polen – Großbritannien, im Zweiten Weltkrieg alliierte Transporte, 1950 umbenannt in Gliwice, 1951 an POL, 1967 außer Dienst. |
| Warszawa II | 1940    | Werf De Noord, Alblasserdam                                      | 3437 BRT           | nicht im Dienst | von Polbryt in Niederlanden bestellt. 1940 als deutsche Beute Ostwind fertiggestellt, von Kriegsmarine als Zielschiff Bolkoburg übernommen. Im Mai 1945 nach Luftangriff ausgebrannt und später ausgeschlachtet. |
| Czech       | 1934    | Götaverken Cityvarvet, Göteborg                                  | 3649 BRT           | 1949–1951       | ab 1934 Kühlschiff der norweg. Reederei Sigurd Herlofson. Fuhr im Zweiten Weltkrieg erst in amerikanischen Gewässern, ab 1942 über den Atlantik. 1949 an Polbryt verkauft, als Czech Fahrten nach Südamerika, Mittelmeer und Westeuropa, 1951 an Polish Ocean Lines. |